# Paradise Lost (gruppo musicale)
I Paradise Lost sono un gruppo musicale gothic/death doom metal britannico. Il loro nome deriva dal poema di John Milton del 1667 dal titolo omonimo. Il sito IGN li ha inclusi nella Top 10 dei migliori gruppi nel genere doom metal.

## Storia del gruppo

### Gli esordi (1988)

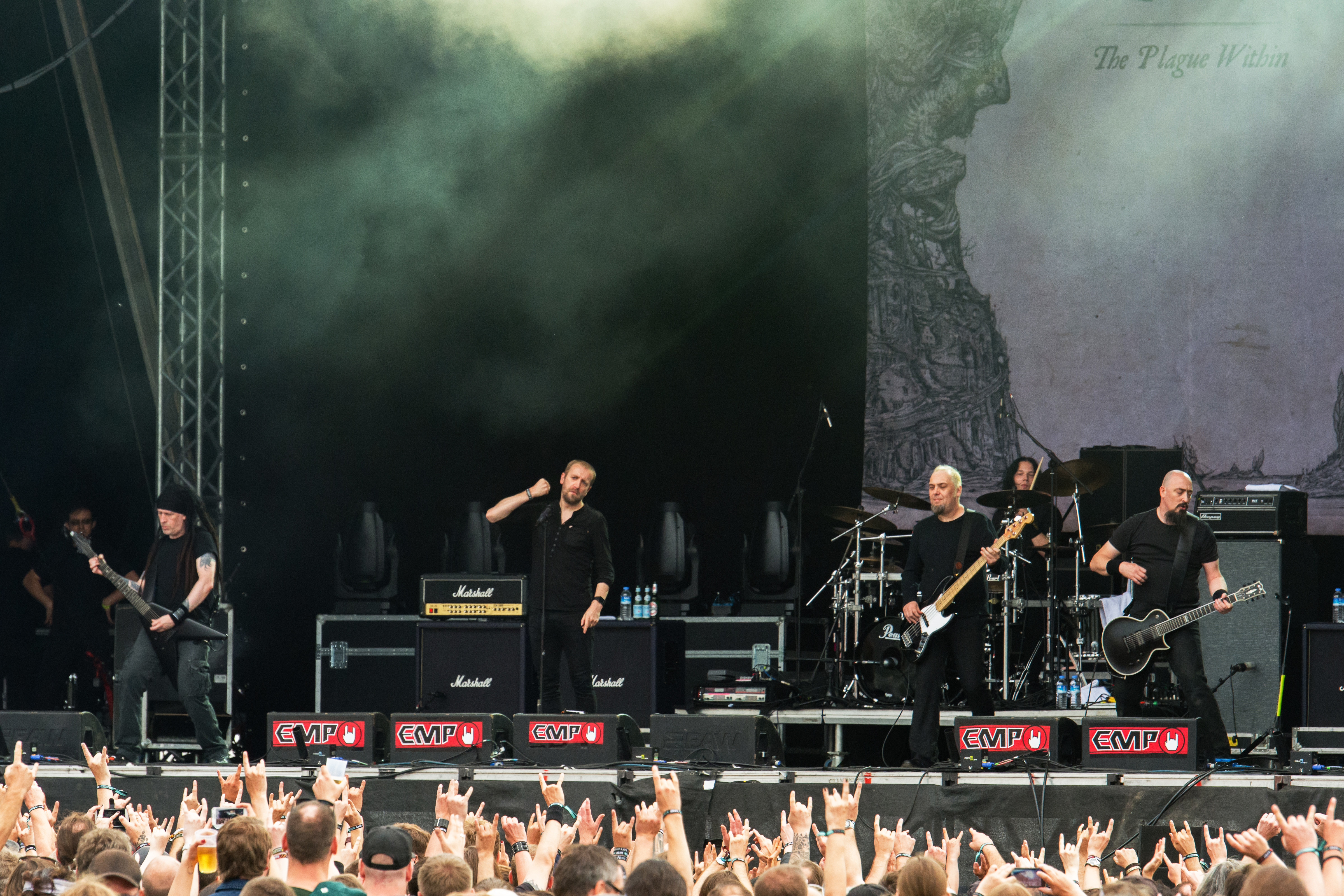
I Paradise Lost all'Elbriot 2016

I Paradise Lost nascono ad Halifax nel 1988, ad opera del cantante Nick Holmes e del chitarrista Greg Mackintosh, entrambi appassionati di heavy metal ed innamorati delle sonorità di gruppi gothic rock come Bauhaus e The Mission, che eserciteranno una forte influenza sul loro modo di comporre.
Dopo l'incisione dei primi demo, la band firma un contratto con la Peaceville per la pubblicazione del primo album. Nel febbraio 1990 la band debutta con Lost Paradise, caratterizzato da sonorità molto violente che risente delle pesanti influenze dei Celtic Frost, Death e Obituary, disco annoverato tra i più rappresentativi del death doom.

### Gothic(1991)
Nel marzo 1991 il gruppo pubblica il secondo album, Gothic, disco che, da un lato, segue le sonorità del precedente lavoro e che, dall'altro, anticipò le caratteristiche peculiari del gothic metal, come le linee vocali femminili intervallate dal growl maschile, oppure le melodie sinfoniche di tastiera.
Dopo aver firmato un nuovo contratto con la Music for Nations, sotto la guida del produttore Simon Efemey, incidono Shades of God (1992), album che prende le distanze dal death metal per muoversi verso una direzione non ancora definita, elogiato come ibridazione tra Black Sabbath, Joy Division e Atomic Rooster. Questo disco è considerato sia l'apice della band che l'ultimo album “vecchio stile”.

### Icon(1993)
Il gruppo, dall'album successivo, si imbarcò in una evoluzione musicale irreversibile, che portò una certa ostilità da parte di critici e vecchi fan in quanto resero il sound meno ruvido, iniziando ad abbandonare il death doom degli esordi e spostandosi verso un gothic metal calmo e malinconico. Per la critica il nuovo stile era divenuto troppo "pomposo", il suono "piatto e già sentito, confezionato per un pubblico medio che è troppo impaurito dal death ed ora può finalmente assaggiare qualcosa di più accessibile". Questa nuova scelta fu concretizzata con Icon (1993), che  garantì simpatie da parte di nuove schiere di ascoltatori ed ottenne un buon successo di pubblico facendo entrare la band nel mainstream, ma che, allo stesso tempo, segnò l'inizio delle contestazioni lanciate dai sostenitori degli esordi.
Nel 1994 Matthew Archer (batteria) lasciò la band e fu sostituito da Lee Morris, ex batterista dei Marshall Law.

### Draconian Times(1995)

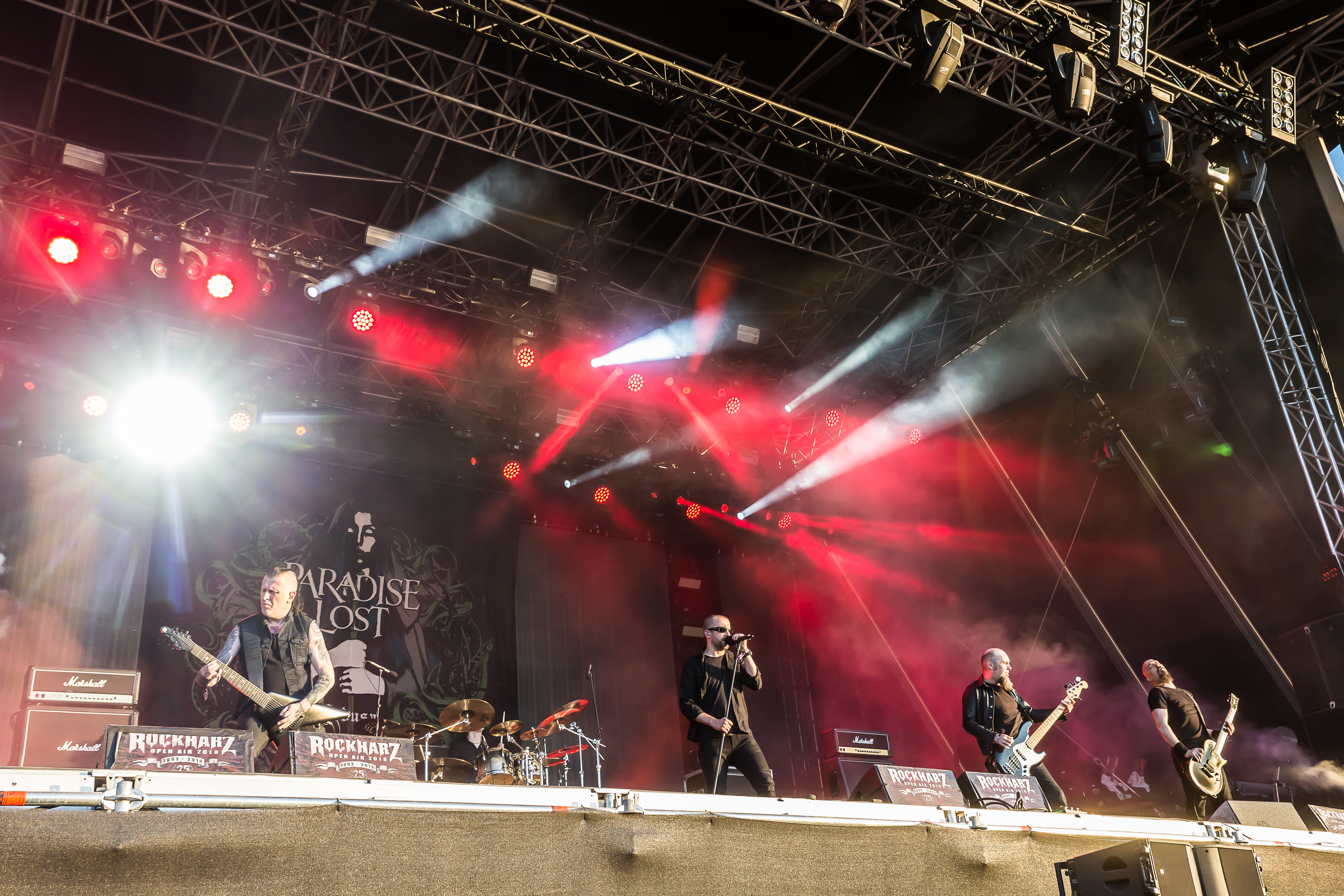
I Paradise Lost al Rockharz Open Air 2018

Con Draconian Times (1995), i Paradise Lost proseguirono nella loro svolta stilistica, realizzando quello che, a tutt'oggi è il loro lavoro di maggior successo commerciale, anche se divise fortemente la critica che spesso vedeva nella nuova linea un lavoro non brutto, ma "senza grinta, idee, tutto impregnato di vuoto formalismo neodark-deluxe (vedi brani come "Elusive Cure" o "Year For a Change") che suona falso e pretenzioso, anche se passabile". È questo infatti il disco che porta la band ai vertici del successo europeo, soprattutto in Germania e Grecia. Durante il tour la band fu costretta persino a suonare in più di un'occasione con un nome diverso, The Painless, per evitare la ressa che c'era abitualmente nei club.

### One Second, Host:la parentesi elettronica (1997-2005)
La vena più cupa e innovativa della band compare nell'album One Second pubblicato nel 1997, nel quale sperimentarono strumenti elettronici. In questo disco la matrice metal del gruppo viene messa da parte, e a prendere il sopravvento è l'anima darkwave: chitarre ovattate e cristalline, ritmi meno tirati, inserti elettronici e concessioni al pop anni '80 di gruppi come The Sisters of Mercy e Depeche Mode.
L'anno successivo la band firmerà un contratto con una major, l'EMI, sotto cui uscirà Host (1999), il loro album di maggior sperimentazione. La voce di Holmes subì un cambiamento radicale, passando ad una timbrica pulita e melodica. Questa formula produsse alienazioni ancor più forti da parte di molti loro fan, ma permise al gruppo di poter allargare il proprio pubblico, tanto da approdare anche su MTV.
Il nuovo millennio porterà la band a riavvicinarsi alle origini, a partire da Believe in Nothing (2001), prodotto da John Fryer, segnato dal ritorno prepotente delle chitarre elettriche insieme all'elettronica ereditata da Host.
L'album del 2002, Symbol of Life, sotto l'etichetta GUN Records, chiude l'era synthpop riportando molti fan di vecchia data alla corte della band inglese. Nel 2004 Lee Morris (batteria) lasciò la band e venne sostituito da Jeff Singer, che ha suonato nel successivo Paradise Lost (2005).

### L'evoluzione:In Requiem(2007)epubblicazioni successive

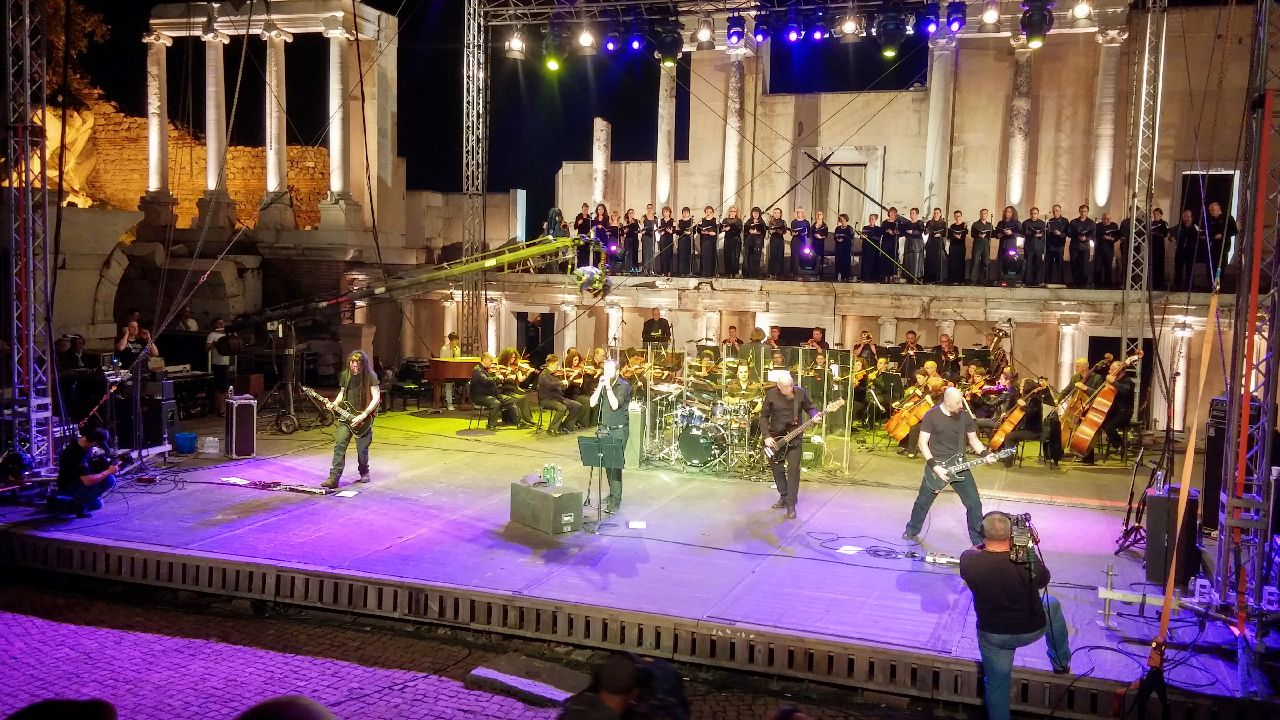
I Paradise Lost in concerto con la Plovdiv Philharmonic Orchestra (2014).

In Requiem (2007) segna un ritorno alle sonorità prettamente gothic metal della fase intermedia della loro carriera, con quest'album passano al'etichetta Century Media. Nello stesso anno, i Paradise Lost intraprenderanno un tour con i Nightwish in Nord America, con i Type O Negative in Europa e saranno presenti al Download Festival.

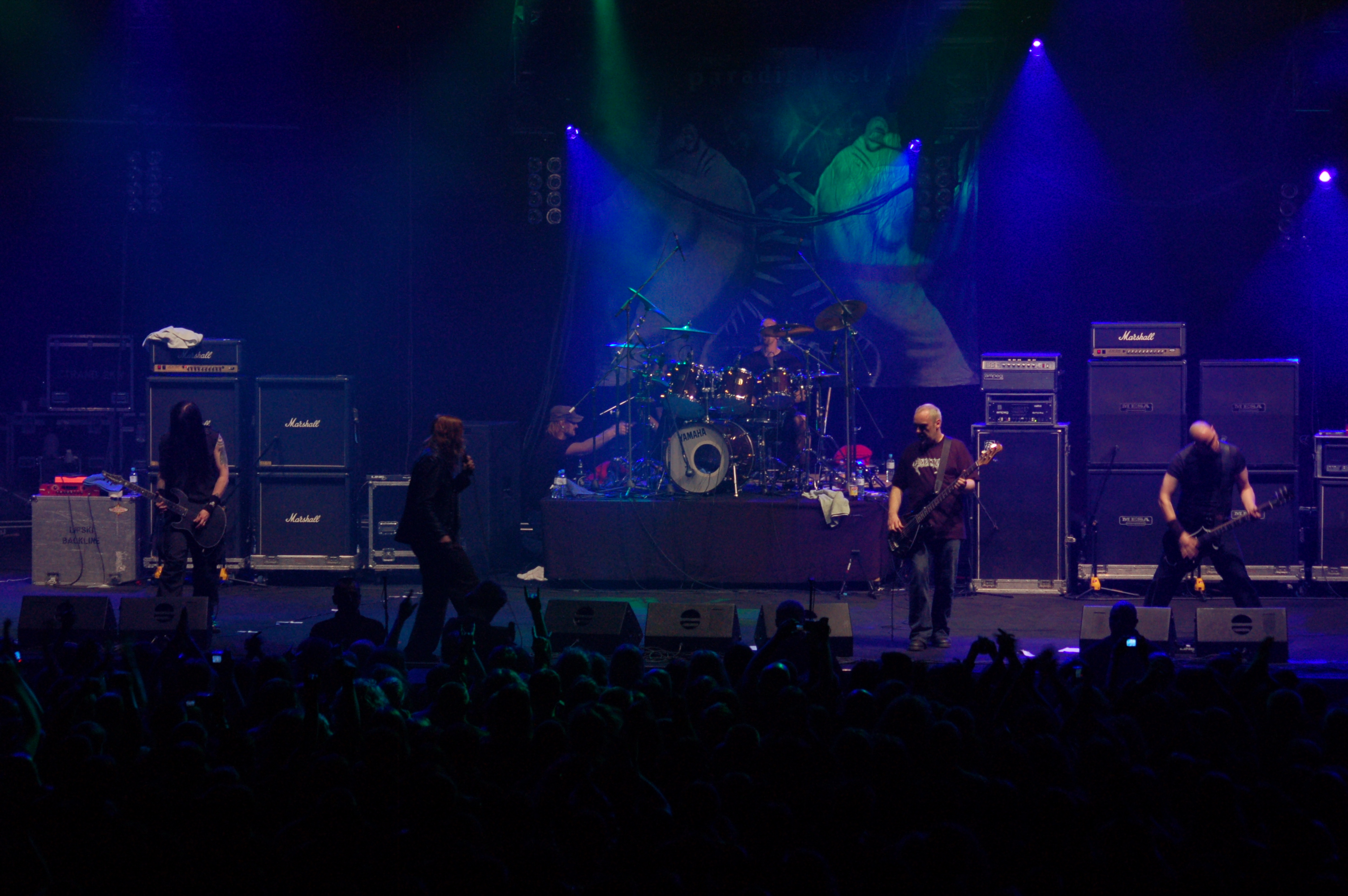
I Paradise Lost in concerto al Metalmania 2007.

Nel 2008 il batterista Jeff Singer lascia il gruppo e, dopo pochi mesi, viene ufficialmente sostituito con Adrian Erlandsson (ex Cradle of Filth, At the Gates e The Haunted).
Nel 2009 esce il dodicesimo album Faith Divides Us - Death Unites Us in cui riemergono prepotentemente le sonorità doom del passato, con uno stile di voce alternato tra il growl e il pulito.
Il 18 settembre 2010 sono stati headliner all'Ozzfest alla The O2 Arena di Londra. Nello stesso anno, il chitarrista Gregor Mackintosh ha fondato il progetto Vallenfyre, rimasto attivo per 8 anni fino al 2018.
Il 2011 è stato l'anno della celebrazione del loro lavoro più acclamato, Draconian Times (1995), la cui uscita è stata anticipata da sette date in tutta Europa in cui la band ha eseguito l'intero album.
Nel 2012 pubblicano Tragic Idol, disco in cui vengono abbandonate in parte le tastiere e i suoni d'orchestra tipici della band, spostandosi verso sonorità heavy più tradizionali, seguito da The Plague Within, uscito nel 2015, che prosegue la svolta sonora già preannunciata nei dischi precedenti.
Nel 2016 viene annunciato il passaggio alla Nuclear Blast e nello stesso giorno il batterista Adrian Erlandsson lascia la band per concentrarsi maggiormente sulle attività degli At the Gates e dei The Haunted.
Il 1º settembre del 2017 viene pubblicato il loro quindicesimo album intitolato Medusa, disco che definisce nel modo più completo il ritorno alle sonorità death doom del primissimo periodo storico della band.
Nel novembre 2019 pubblicano la loro biografia No Celebration con l'editore Decibel Books.
Il 20 marzo 2020 pubblicano il singolo Fall from Grace che precede l'album Obsidian uscito il 16 maggio per la Nuclear Blast.
Nel 2022 il batterista Waltteri Väyrynen lascia la band per unirsi agli Opeth, e viene sostituito da Guido Montanarini.

## Caratteristiche
Sono conosciuti per essere stati, assieme a My Dying Bride e Anathema, i precursori del death doom metal e doom metal moderno.
Nel corso degli anni, la band ha pubblicato lavori più inclini al gothic rock e synthpop, in particolare nel periodo compreso tra One Second (1997) e Symbol of Life (2002). 
Nonostante le critiche dei sostenitori tradizionalisti, quest'approccio audace gli ha garantito un buon successo di pubblico ed ha cementato la lealtà con gli amanti del progressive.
La mutazione stilistica ha portato anche dei cambiamenti riguardo alle linee vocali: ad esempio il cantante Nick Holmes ha usato una voce death all'esordio (Lost Paradise); in Draconian Times, la sua voce aveva un tono più pulito e simile a quella di James Hetfield dei Metallica; nei dischi One Second, Host e Believe in Nothing il timbro è esclusivamente pulito e melodico; in Paradise Lost ha usato una voce calda, vicina ai classici canoni del gothic metal; i dischi successivi, in particolare a partire da Faith Divides Us - Death Unites Us sino al periodo attuale, segnano il ritorno al cantato in growl di stampo death doom.
Il cantante Nick Holmes ed il chitarrista Gregor Mackintosh sono i principali compositori del gruppo.

## Formazione

### Formazione attuale
- Nick Holmes – voce (1988–presente)
- Gregor Mackintosh – chitarra solista, tastiere (1988–presente)
- Aaron Aedy – chitarra ritmica (1988–presente)
- Stephen Edmonson – basso (1988–presente)

### Ex componenti
- Matthew "Tudds" Archer – batteria (1988–1993)
- Lee Morris – batteria (1994–2004)
- Jeff Singer – batteria (2004–2008)
- Adrian Erlandsson – batteria (2009–2016)
- Guido Montanarini - batteria (2022-2025)
- Waltteri Väyrynen – batteria (2016–2022)

### Ex turnisti
- Milton Evans – chitarra (1999, 2009–2010), tastiere e cori (2011)
- Andy Corns – chitarra solista (1999)
- Mark Heron – batteria (2008)
- Peter Damin – batteria (2009)
- Jeff Singer – batteria (2009, 2012, 2013, 2014)
- Waltteri Väyrynen – batteria (2015–2016)

## Discografia
- 1990 – Lost Paradise
- 1991 – Gothic
- 1992 – Shades of God
- 1993 – Icon
- 1995 – Draconian Times
- 1997 – One Second
- 1999 – Host
- 2001 – Believe in Nothing
- 2002 – Symbol of Life
- 2005 – Paradise Lost
- 2007 – In Requiem
- 2009 – Faith Divides Us - Death Unites Us
- 2012 – Tragic Idol
- 2015 – The Plague Within
- 2017 – Medusa
- 2020 – Obsidian